# Haru to no Tabi
Haru to no Tabi (春との旅), comercialitzada internacionalment com a Haru's Journey, és una pel·lícula japonesa de drama del 2010 dirigida per Masahiro Kobayashi. Va ser llançat al Japó el 22 de maig. La pel·lícula és protagonitzada per Tatsuya Nakadai com a Tadao, l'actor principal; Eri Tokunaga com a Haru, l'actriu principal; Hideji Ōtaki com a Shigeo Kanamoto (germà de Tadao); Teruyuki Kagawa com a Shinichi Tsuda (el pare de l'Haru); Naho Toda com a Nobuko Tsuda (l'esposa de Shinichi). La pel·lícula va ser distribuïda per Asmik Ace i T-Joy.

## Recepció
La pel·lícula va guanyar el 65è Premi Mainichi Film for Excellence Film, i l'actriu Eri Tokunaga va guanyar el Sponichi Grand Prix Newcomer Award pel seu paper a la pel·lícula. Mark Schilling de The Japan Times va donar a la pel·lícula 4 de 5 estrelles.